# Габель, Юрий Орестович
Ю́рий (Гео́ргий) Оре́стович Га́бель (укр. Юрій (Георгій) Орестович Габель; 29 ноября (11 декабря) 1891, Харьков, Российская империя — 23 марта 1949, Харьков, СССР) — советский украинский учёный, химик, доктор химических наук (1940), профессор (1934). Декан химического факультета Харьковского государственного университета в 1931—1935 годах и директор Института Химии при Харьковском государственном университете в 1945—1949 годах. Автор первого учебника, посвящённого гетероциклическим соединениям. Основатель и заведующий первой и единственной в СССР кафедры гетероциклических соединений. Заведующий кафедрой органической химии в Харьковском медицинском институте.

## Биография

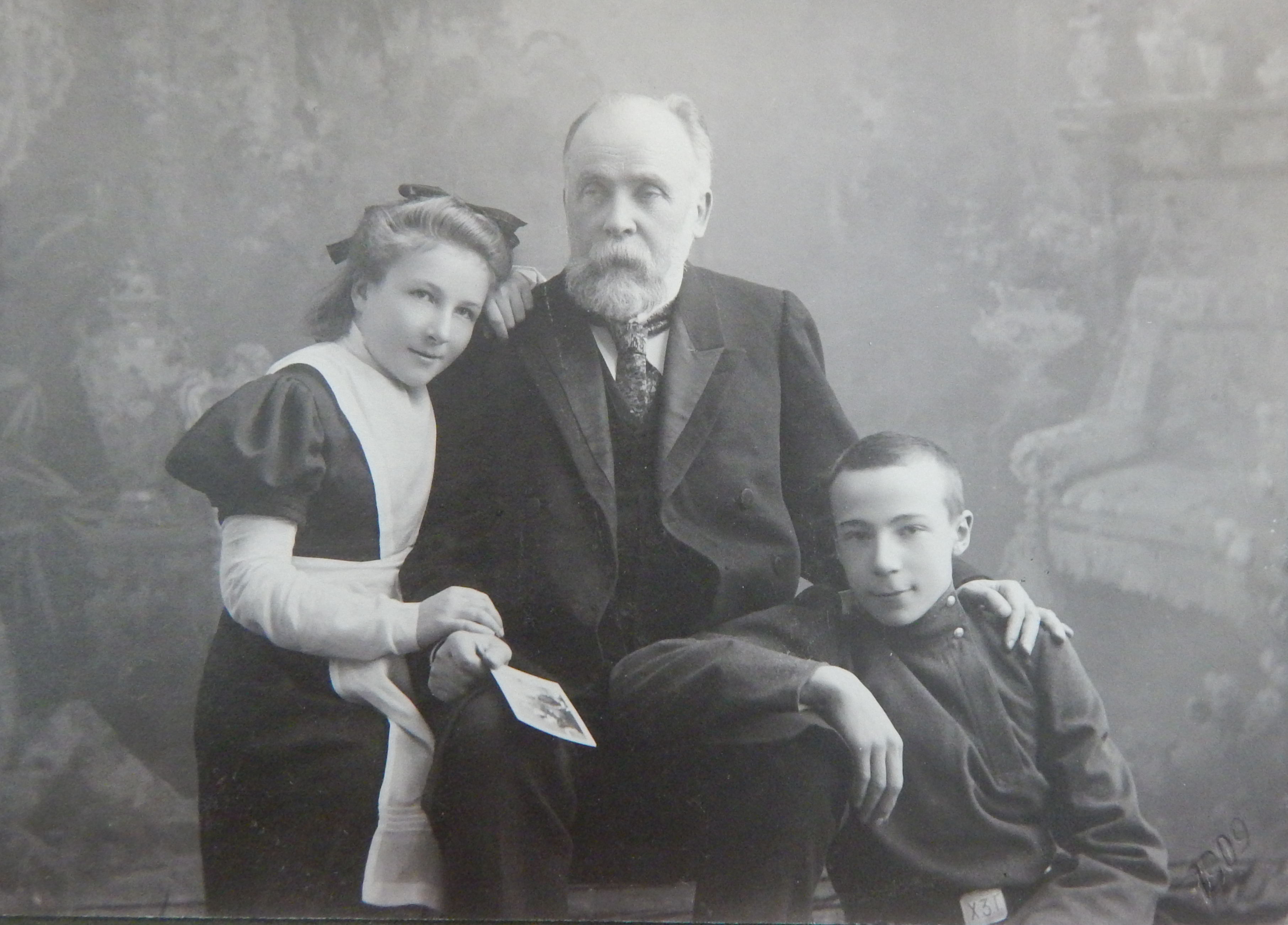
Гимназист Юрий Габель с отцом Орестом и сестрой Маргаритой. 1909 год

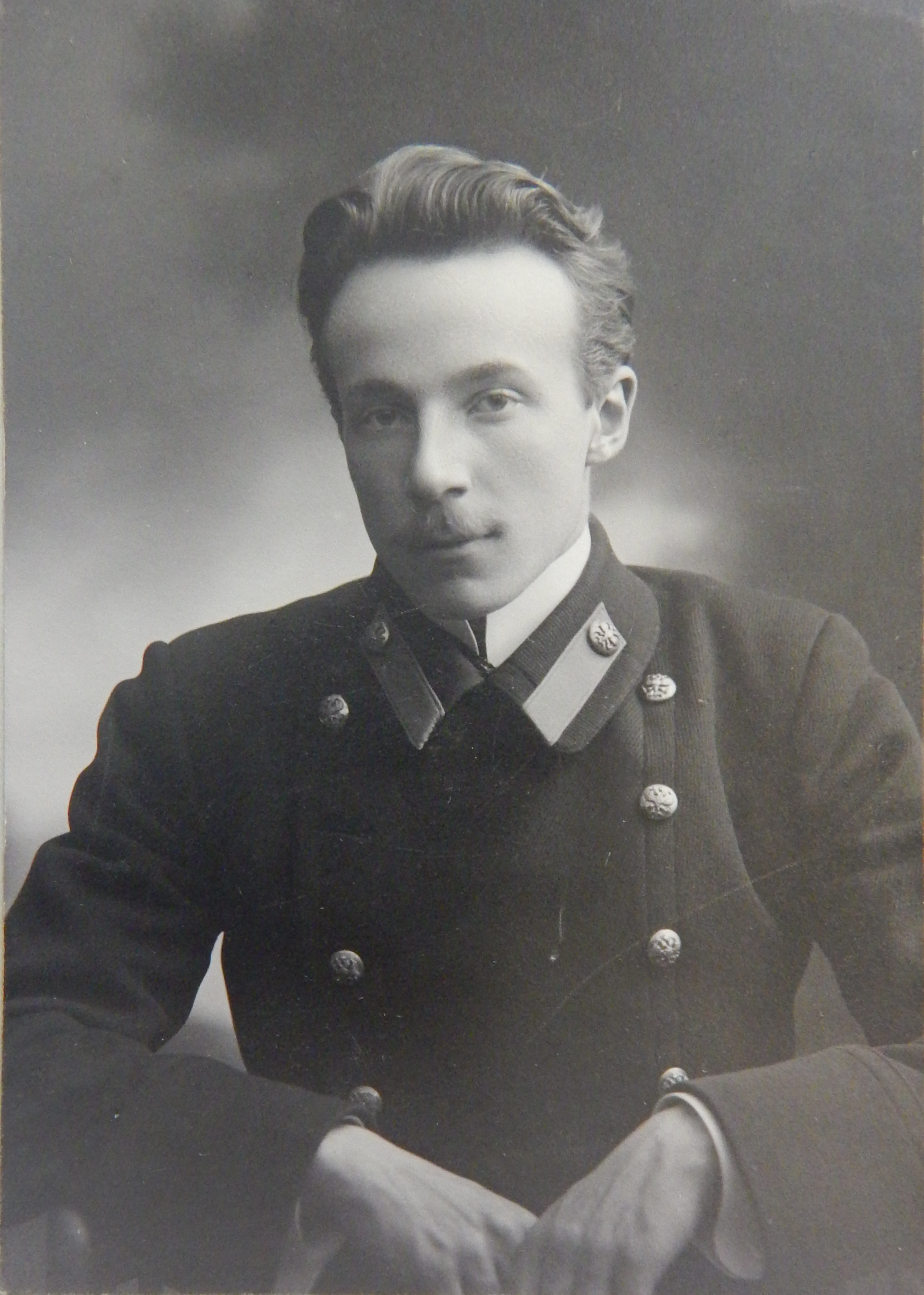
Юрий Габель — студент Харьковского университета

Юрий Габель, фото из некролога в журнале «Врачебное дело»

Родился 29 ноября (11 декабря) 1891 года в Харькове. Его родителями были революционеры-народники Орест-Октовиан Мартынович Габель и Августина Станиславовна Синькевич, которые после отбытия ссылки в Иркутской губернии переехали в Харьков, где Орест Габель вскоре вошёл в правление Харьковской общественной библиотеки. У Юрия было пять сестёр: Людмила, Елена, Валерия, Мария и Маргарита. Самая младшая из них — Маргарита — впоследствии стала известным литературоведом, исследователем творчества Ивана Тургенева.
В 1910 году окончил с золотой медалью третью Харьковскую гимназию. Ещё одним золотым медалистом гимназии в том году был Валерий Межлаук. Юрий Габель продолжил обучение на химическом отделении физико-математического факультета Императорского Харьковского университета, который окончил в 1914 году с дипломом первой степени. Стал работать в химической лаборатории Южных железных дорог. В 1915 году защитил диссертацию по теме «Влияние света на электропроводность йодного меркурия в ацетоне» и ему была присуждена учёная степень магистра естественных наук. Осенью того же года был оставлен на два года без стипендии при кафедре органической химии университета для подготовки к профессорскому званию. В то же время занимался общественной деятельностью, в 1918 году избирался кандидатом в члены правления Харьковской общественной библиотеки.
Состоял лекционным ассистентом профессора Константина Красуского. Параллельно с 1923 года работал в Институте прикладной химии, где по предложению директора института Ивана Красуского занялся исследованием сухой перегонки табака совместно с Г. И. Киприановым. Исследователи одновременно с Александром Шмуком, но независимо от него, установили закономерность между качеством табака и щёлочностью табачного дыма. Со временем Юрий Габель возглавил лабораторию по исследованию табака. Его научная деятельность в институте была направлена на изучение химического состава табака. На основе этих исследований было издано несколько научных статей и составлена брошюра «Химия табака» (1931, в оригинале работа носила название «Хемія тютюну»). Преподавал в харьковских ветеринарном, сельскохозяйственном и фармацевтическом институтах, коксо-химическом и фармацевтическом техникумах, рабочем факультете и промышленной академии. В 1925 году занимал должность секретаря редакции в только открывшемся «Украинском химическом журнале».
Во время кампании по реформированию высшей школы Юрий Габель принял деятельное участие в реорганизации преподавания химии и в создании химического факультета в составе Харьковского физико-химико-математического института. В 1931 году он стал вторым деканом факультета, сменив Александра Давыдова. На этой должности Юрий Габель пробыл до 1935 года, в его деканство факультет вошёл в состав возрождённого Харьковского государственного университета.
По результатам прохождения аттестации научных кадров в 1934 году Юрий Габель получил учёное звание профессора и степень кандидата наук. Одним из первых среди учёных химического факультета, наряду с Андреем Киприановым, защитил докторскую диссертацию. Сама защита состоялась 27 ноября 1940 года при Совете Харьковского государственного университета имени А. М. Горького. Темой докторской диссертации была «Химия барбитуровой кислоты». В степени доктора химических наук Юрий Габель был утверждён решением Высшей аттестационной комиссии Всесоюзного комитета по делам высшей школы при Совете Народных Комиссаров СССР от 1 февраля 1941 года.
Одновременно, с 1930 года работал в Харьковском медицинском институте, где занимал должность заведующего кафедрой органической химии с 1931 по 1945 годы, позже состоял профессором. Согласно другой версии, состоял заведующим кафедрой до 1949 года. Отмечалось, что в мединституте Юрию Габелю удалось не только организовать преподавание на высоком уровне, но и наладить на кафедре научную работу. Также читал курс органической химии на биологическом факультете Харьковского университета.
Во время Второй мировой войны вместе с другими учёными Харьковского медицинского института был эвакуирован в Чкалов. На новом месте Юрий Габель не мог продолжить свои прежние научные изыскания, и ему пришлось изучать ядовитое вещество, которое содержалось в перезимовавшем на поле просе. Результаты исследования были опубликованы в Трудах Чкаловского областного института эпидемиологии и микробиологии им. И. И. Мечникова. Также, во время эвакуации был членом научно-технического комитета при Чкаловском облисполкоме. Пребывая в Чкалове Юрий Габель с нетерпением ждал возвращения в родной город и написал стих «Харькову», датированный 22 мая 1942 года.
В течение ряда лет Юрий Габель руководил синтетическим отделом Научно исследовательского института экспериментальной фармации. В 1944—1949 годах он возглавлял Институт химии при Харьковском университете. На должности директора Юрий Габель занимался переустройством института и его послевоенным восстановлением. В 1946 году был оппонентом на защите кандидатской диссертации Бориса Красовицкого.
Кроме научных изысканий Юрий Габель активно участвовал в общественной работе. На протяжении многих лет он был членом президиума Харьковского отделения Всесоюзного химического общества имени Д. И. Менделеева, оказывал содействие обществам Доброхим и Осоавиахим, занимал должность председателя Бюро секции научных работников при Харьковском университете, принимал участие в работе Харьковского медицинского общества. В своих докладах Юрий Габель знакомил членов общества с новыми медицинскими препаратами и их химическими свойствами. Работал на производстве фармацевтических препаратов, организованном обществом.
После возвращения из отпуска осенью 1948 года Юрий Габель почувствовал себя плохо, он кашлял и жаловался на боль в боку. У него был диагностирован рак лёгкого. Лечился в Москве, где проходил курс радиологического облучения в онкологической клинике. Согласно воспоминаниям Бориса Красовицкого, который навещал Габеля в клинике, Юрий Орестович не терял бодрость духа и интересовался результатами научных исследований. Юрий Габель умер 23 марта 1949 года, в апреле того же года был похоронен на Втором харьковском городском кладбище в присутствии коллег. В 1998 году его общая с сестрой Маргаритой могила была разрушена, позже была восстановлена усилиями общественности.

## Научная деятельность
Под руководством профессора Константина Красуского занимался традиционным для харьковских химиков изучением реакций α-окисей. А именно, Юрий Габель исследовал продукты конденсации органических α-окисей с аминами.
Позже выбрал свою собственную тематику и занимался исследованиями в области химии производных барбитуровой кислоты, изучал связь их строения с физиологической активностью. Написал по этой теме монографию, которая стала его докторской диссертацией. Саму диссертацию по теме «Химия барбитуровой кислоты» он защитил в 1940 году. Позже занялся изучением сульфаниламидов. После появления нового препарата — сульфазола, который пришёл на смену сульфидину, Юрий Габель наладил его производство в своей лаборатории. Препарат поставлялся в детскую клинику, где впервые в Харькове, сульфазол использовался для лечения воспаления лёгких у детей. Под руководством Юрия Габеля впервые в Советском Союзе синтезировали норсульфазол.
Работа в Харьковском медицинском институте подтолкнула Юрия Габеля к изучению физиологически активных веществ, в первую очередь гетероциклических соединений. Он разработал для химиков-органиков специальный курс по этому направлению химии. В 1941 году опубликовал полностью оригинальный учебник «Гетероциклические соединения». Это издание было первой попыткой написать учебник по данной тематике. Как отмечал Алексей Кост, ввиду малоизученности темы Юрий Габель «не имел возможности дать материал на общей основе». Успешная деятельность Юрия Габеля в этом направлении химии привела к созданию при Харьковском университете в 1945 году первой и единственной в СССР кафедры гетероциклических соединений. Юрий Габель возглавил новосозданную кафедру и оставался на посту её заведующего до самой смерти, после которой кафедра была расформирована, а сотрудники переведены в Институт химии.
В последние годы жизни заинтересовался антибиотиками. С 1947 года занимался созданием синтетических аналогов пенициллина. Уже в следующем году была опубликована обзорная статья «Химия антибиотических веществ» в журнале «Успехи химии». В указанной статье впервые была приведена химическая классификация антибиотиков.
Юрий Габель считал, что многие вопросы, которые возникают перед биологами, медиками и химиками, возможно преодолеть только общими усилиями. Для этого во время его директорства в Институте химии действовал большой семинар, на котором, кроме чисто химических докладов, были выступления, объединяющие химию с биохимией, фармакологией и медициной. Среди тематик, которых касались на данном семинаре, были: механизм действия физиологически активных соединений, судьба лекарств в организме, зависимость между строением препарата и его физико-химическими свойствами и физиологической активностью. Семинар имел большую популярность, его посещали учёные со многих высших учебных заведений и научно-исследовательских институтов Харькова.
В преподавании химии уделял большое внимание лекционному ассистированию. По результатам своей работы ассистентом Константина Красуского подготовил «Руководство к лекционным опытам по органической химии» (1929; укр. «Поради до постанови лекційних дослідів з органічної хемії»). Позже составил своё «Педагогическое завещание», которое состоит из коротких замечаний для преподавателей. Исследователь Оксана Наконечная отмечала, что эти замечания оставались актуальными и в начале XXI века.

## Личность
Бывший ученик Юрия Габеля учёный Виталий Ронин в своих воспоминаниях так характеризовал учителя: «одаренный человек, прекрасный специалист своего дела, он был замечательным лектором». Он относил Юрия Орестовича к числу преподавателей, которые оказали на него наибольшее влияние. Смерть учителя сильно потрясла Ронина, который постоянно навещал его могилу.
Коллега Юрия Габеля Борис Красовицкий так писал о нём в мемуарах: «Юрий Орестович — всегда весёлый и жизнерадостный, обладавший чувством юмора, несколько легкомысленный, пользовавшийся большим успехом у женщин, — брал от жизни всё, что мог. Он успешно работал в науке, причём, мне кажется, не прилагая к этому больших усилий, а педагогический талант способствовал его популярности как лектора. Юрий Орестович всегда был желанным гостем на всех застольях».
Юрий Габель был близок со своим коллегой Андреем Киприановым, с которым он сдружился во время совместной работы у Константина Красуского. Борис Красовицкий отмечал, что друзья были полными противоположностями: весёлый и жизнерадостный Габель и серьёзный, сосредоточенный и педантичный Киприанов.

## Память

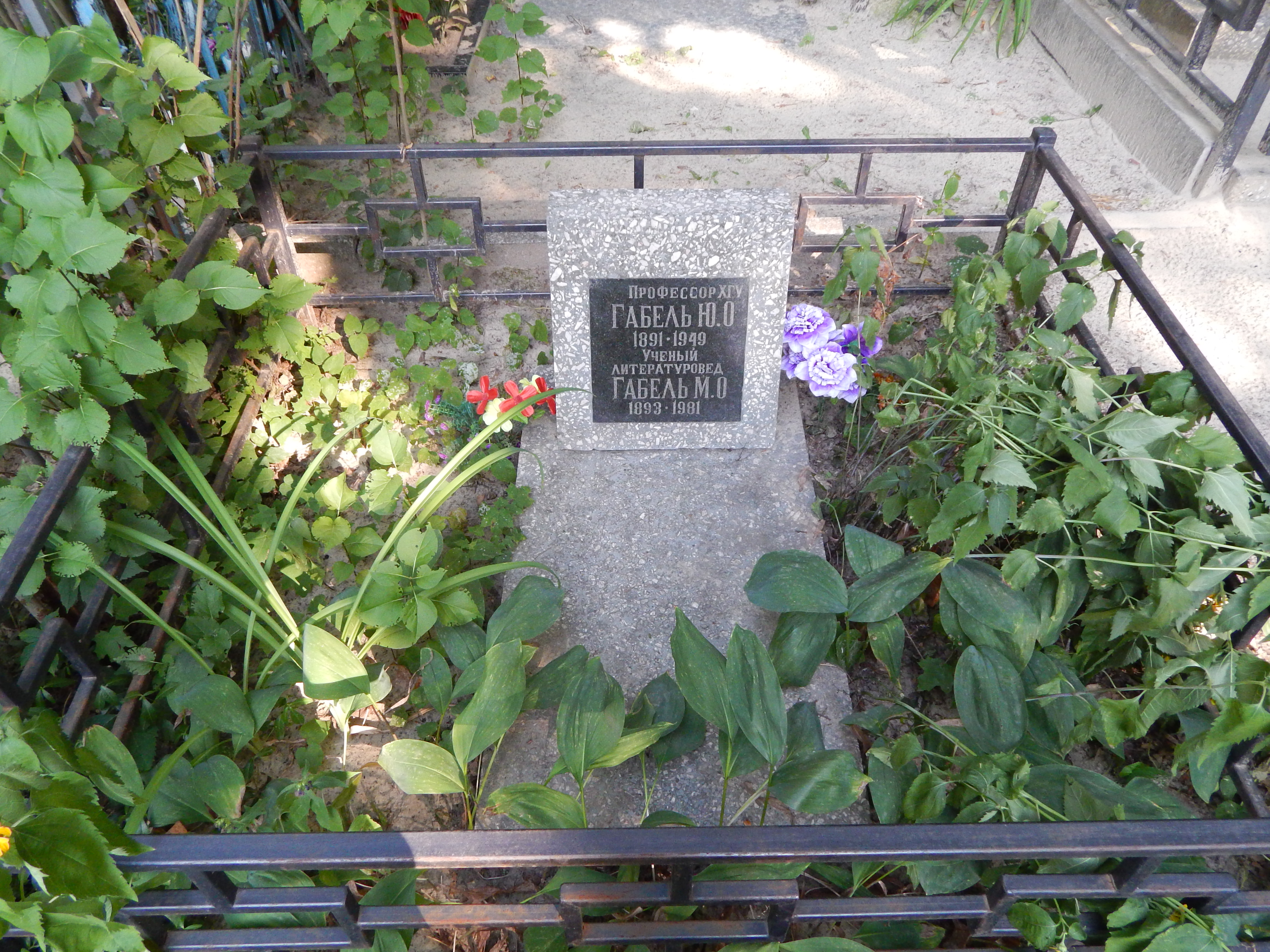
Могила учёного

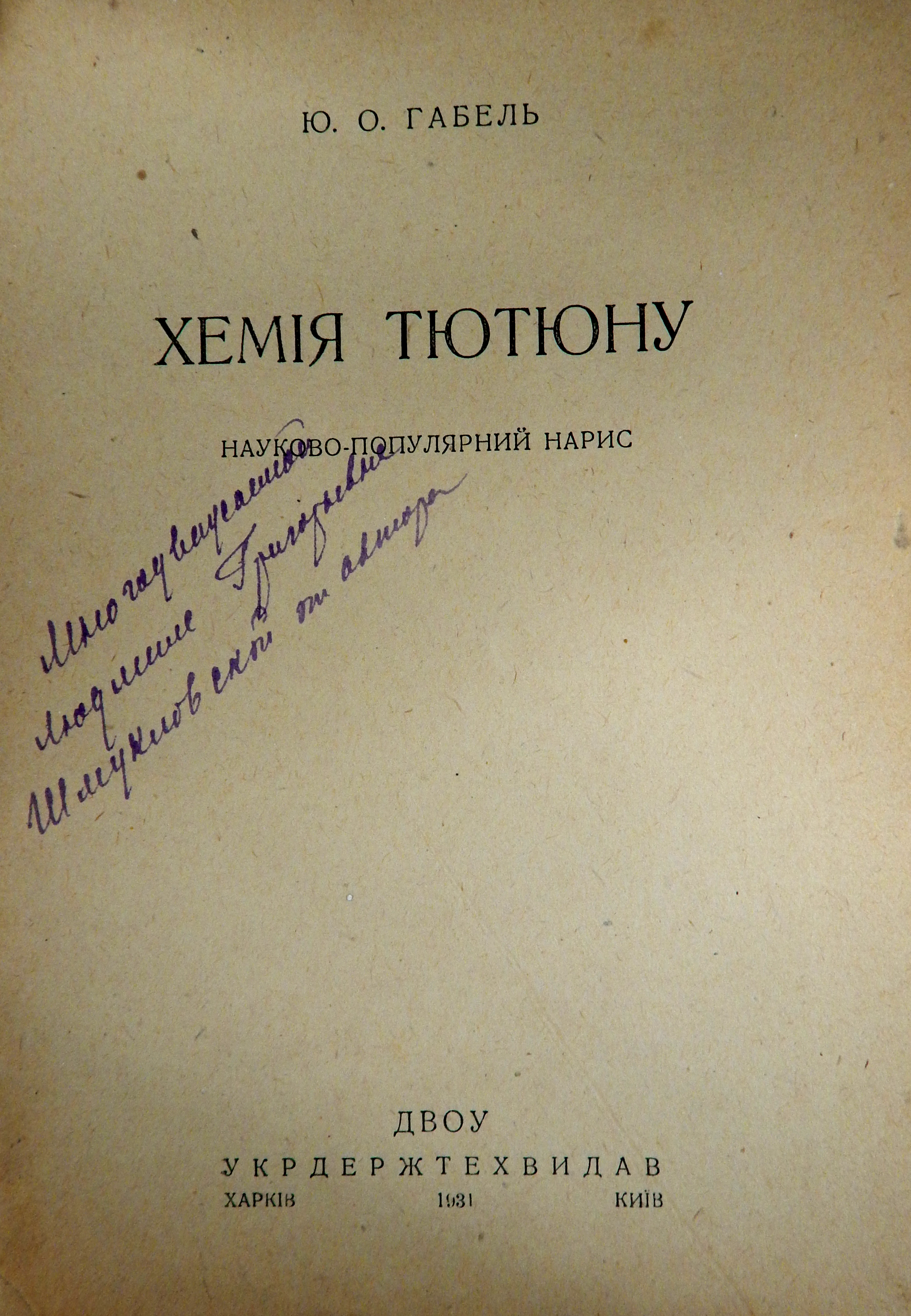
Титульный лист брошюры «Химия табака» с дарственной от автора

Фотография Юрия Габеля и текст его стиха, написанного в Чкалове, представлены на правом боковом стекле пятой витрины Музея Харьковского национального медицинского университета.
Весной 2014 года в Харьковском национальном медицинском университете состоялась II студенческая межфакультетская конференция первокурсников по биоорганической химии, посвящённая 180-летию со дня рождения Д. И. Менделеева и 65-летию со дня смерти Ю. О. Габеля.
За могилой Юрия Габеля ухаживают сотрудники кафедры химии и студенты Харьковского национального медицинского университета. На средства работников кафедры была установлена ограда вокруг могилы.
Профессор химии Габель является второстепенным героем романа Виктора Домонтовича «Девушка с медвежонком».

## Избранные публикации
- Поради до постанови лекційних дослідів з органічної хемії. 1929
- Хемія тютюну. Х.; К., 1931;
- Популярний нарис органічної хемії. Х., 1931;
- Органічна хемія: У 2 ч. Х., 1932;
- Порадник до лекційних дослідів з органічної хемії для педвузів та університетів. Х., 1934;
- Гетероциклические соединения. Ленинград; Москва, 1941;
- Вопросы химии ядовитых веществ перезимовавшего проса // Труды Чкаловского областного института эпидемиологии и микробиологии, том Х, вып. 3, 1945;
- Химия антибиотических веществ // Успехи химии, 17, 565, 1948.